# Bandia
Bandia è una suddivisione dell'India, classificata come census town, di 8.897 abitanti, situata nel distretto di Udham Singh Nagar, nello stato federato dell'Uttarakhand. In base al numero di abitanti la città rientra nella classe V (da 5.000 a 9.999 persone).

## Geografia fisica
La città è situata a 28° 55' 32 N e 79° 32' 47 E.

## Società

### Evoluzione demografica
Al censimento del 2001 la popolazione di Bandia assommava a 8.897 persone, delle quali 5.007 maschi e 3.890 femmine. I bambini di età inferiore o uguale ai sei anni assommavano a 1.200, dei quali 610 maschi e 590 femmine. Infine, coloro che erano in grado di saper almeno leggere e scrivere erano 4.909, dei quali 3.151 maschi e 1.758 femmine.